# Ceylon az 1964. évi nyári olimpiai játékokon
Ceylon a japán Tokióban megrendezett 1964. évi nyári olimpiai játékok egyik részt vevő nemzete volt. Az országot az olimpián 4 sportágban 6 sportoló képviselte, akik érmet nem szereztek.

## Atlétika
Férfi
| Versenyző             | Versenyszám | Előfutam | Előfutam | Előfutam | Döntő   | Döntő    |
| Versenyző             | Versenyszám | Idő      | Hely.    | Össz.    | Idő     | Helyezés |
| --------------------- | ----------- | -------- | -------- | -------- | ------- | -------- |
| Ranatunge Karunananda | 5000 m      | 16:22,2  | 12.      | 47.      | kiesett | kiesett  |
| Ranatunge Karunananda | 10 000 m    |          |          |          | 34:21,2 | 29.      |

## Birkózás
Szabadfogású
| Versenyző       | Versenyszám | 1. forduló                             | 2. forduló                   | 3. forduló        | 4. forduló        | 5. forduló        | Döntő             | Helyezés    |
| Versenyző       | Versenyszám | Ellenfél Eredmény                      | Ellenfél Eredmény            | Ellenfél Eredmény | Ellenfél Eredmény | Ellenfél Eredmény | Ellenfél Eredmény | Helyezés    |
| --------------- | ----------- | -------------------------------------- | ---------------------------- | ----------------- | ----------------- | ----------------- | ----------------- | ----------- |
| Ernest Fernando | 52 kg       | Chimedbazaryn Damdinsharav (MGL) · 3-1 | Malwa Singh (IND) · kizárták | kiesett           | kiesett           | kiesett           | kiesett           | helyezetlen |

## Ökölvívás
| Versenyző              | Versenyszám | 32-es főtábla               | Nyolcaddöntő                 | Negyeddöntő       | Elődöntő          | Döntő             | Helyezés |
| Versenyző              | Versenyszám | Ellenfél Eredmény           | Ellenfél Eredmény            | Ellenfél Eredmény | Ellenfél Eredmény | Ellenfél Eredmény | Helyezés |
| ---------------------- | ----------- | --------------------------- | ---------------------------- | ----------------- | ----------------- | ----------------- | -------- |
| Winston Van Cuylenburg | Légsúly     | Lee Kam Wah (HKG) · RSC     | Constantin Ciucă (ROU) · 0-5 | kiesett           | kiesett           | kiesett           | 9.       |
| Malcolm Bulner         | Váltósúly   | Bohumil Němeček (TCH) · 0-5 | kiesett                      | kiesett           | kiesett           | kiesett           | 17.      |

## Sportlövészet
Férfi
| Versenyző            | Versenyszám       | Pont | Helyezés |
| -------------------- | ----------------- | ---- | -------- |
| Ravivimal Jaywardene | Sportpuska, fekvő | 568  | 72.      |
| Habarakadage Perera  | Sportpuska, fekvő | 571  | 69.      |